# Старозьребы (гмина)
Старозьребы (пол. Staroźreby) — сельская гмина (волость) в Польше, входит как административная единица в Плоцкий повет, Мазовецкое воеводство. Население — 7563 человека (на 2004 год).

## Демография
| Перепись                       | Всего   | Всего | Женщины | Женщины | Мужчины | Мужчины |
| ------------------------------ | ------- | ----- | ------- | ------- | ------- | ------- |
| Единицы                        | человек | %     | человек | %       | человек | %       |
| Население                      | 7563    | 100   | 3785    | 50      | 3778    | 50      |
| Плотность населения (чел./км²) | 55      | 55    | 27,5    | 27,5    | 27,5    | 27,5    |

## Сельские округа
1. Александрово
2. Бегно
3. Бромеж
4. Бромежик
5. Брудзыно
6. Былино
7. Домбруск
8. Длужнево-Дуже
9. Гощыно
10. Гура
11. Карвово-Подгурне
12. Кеж
13. Кшиванице
14. Мечино
15. Нова-Весь
16. Нове-Старозьребы
17. Новы-Бромеж
18. Новы-Бромежик
19. Плонна
20. Пшецишево
21. Пшецишево-Колёня
22. Пшедбуж
23. Пшедпелце
24. Рогово
25. Ростково
26. Сажин
27. Сендек
28. Сломково
29. Смардзево
30. Старозьребы
31. Старозьребы-Хектары
32. Стоплин
33. Стшешево
34. Шульборы
35. Воровице-Выробы
36. Здзяр-Малы
37. Здзяр-Вельки

## Из русской истории
В Санкт-Петербургских сенатских ведомостях сказано: "Донесение Г.Главноначальствующего над Почтовым Департаментом. 06.06.1857 г. По случаю устройства шоссейной дороги между губернским городом Плоцком и местечком Плонском (в Царстве Польском), учреждена на этой дороге новая Гурская почтовая станция, которая отстоит от города Плоцка в 29,1/2 верстах, а от Плонска в 18, 1/2 верстах".

## Поселения
1. Блажеевице
2. Длужнево-Мале
3. Фаленцин
4. Гощыно-Чайки
5. Гощыно-Карпенцин
6. Грабина
7. Келбасы
8. Косчулки
9. Кравечин
10. Кшиванице-Трояны
11. Марыхнув
12. Миколаево
13. Миколаево-за-Трактем
14. Мрувчево
15. Нова-Гура
16. Нова-Весь-Парцеля
17. Нове-Жохово
18. Опатувец
19. Остшикувек
20. Пеньки-Бромежицке
21. Пёнчин
22. Пёнчин-Храпы
23. Плебанка
24. Плонна-Паньска
25. Плонна-Шляхецка
26. Рештувка
27. Рогувко
28. Ростково-Оршимовице
29. Старозьребы-Колёня
30. Теодорово
31. Витковице
32. Влосты
33. Влосчаны
34. Здзяр-Гонсовски
35. Здзяр-Ляс
36. Здзяр-Лопатки
37. Жохово-Старе
38. Жохувек

## Соседние гмины
1. Гмина Бабошево
2. Гмина Бельск
3. Гмина Бульково
4. Гмина Дробин
5. Гмина Дзежонжня
6. Гмина Рачёнж
7. Гмина Радзаново